# 文关县
文关县（越南语：／）是越南谅山省下辖的一个县。面积550平方公里，2018年总人口57040人。

## 地理
文关县北接平嘉县和文朗县，东接谅山市和高禄县，南接枝陵县，西南接右陇县，西接北山县。

## 历史
阮朝时，文关县隶属谅山省长定府。法属时期，殖民政府将文关县划分为恬熙州和凭莫州。
1948年3月25日，北越政府改州为县，恬熙州改为恬熙县，凭莫州改为凭莫县。
1964年12月16日，恬熙县和凭莫县6社合并为文关县。
2019年11月21日，富美社、越安社和云梦社合并为连会社，周粟社、大安社和长山社合并为安山社，撤销春枚社和永赖社，文安社、双江社全部区域和永赖社部分区域合并为恬熙社，春枚社部分区域划归平福社管辖，春枚社和永赖社剩余部分划归文关市镇管辖。
2024年10月24日，越南国会常务委员会通过决议，自2024年12月1日起，同甲社和长搁社并入庆溪社。

## 行政区划
文关县下辖1市镇14社，县莅文关市镇。
- 文关市镇（Thị trấn Văn Quan）
- 安山社（Xã An Sơn）
- 平福社（Xã Bình Phúc）
- 恬熙社（Xã Điềm He）
- 和平社（Xã Hòa Bình）
- 有礼社（Xã Hữu Lễ）
- 庆溪社（Xã Khánh Khê）
- 连会社（Xã Liên Hội）
- 良能社（Xã Lương Năng）
- 新团社（Xã Tân Đoàn）
- 镇宁社（Xã Trấn Ninh）
- 长派社（Xã Tràng Phái）
- 知礼社（Xã Tri Lễ）
- 秀川社（Xã Tú Xuyên）
- 安福社（Xã Yên Phúc）